# Axe Cop
Axe Cop est un webcomic écrit par Malachai Nicolle (alors âgé de cinq ans au début) et dessiné sous forme de comics par son frère ainé Ethan Nicolle (alors âgé de 29 ans au début). 
Le premier des quatre comics fut dessiné en décembre 2009, et posté sur Facebook. Le site internet de la série a été lancé en janvier 2010,,,.
La série a été adaptée en dessin animé par Rug Burn et Animation Domination High-Definition (FXX). Depuis 2012, l'éditeur Dark Horse Comics propose la vente de la série sur papier.

## Synopsis
Axe Cop est basé sur les aventures d'un officier de police qui possède une hache pour combattre les mauvaises personnes. Les comics sont basés sur les moments où il est appelé pour combattre des méchants, mais aussi des moments ironiques tel que du babysitting. Axe Cop, pour combattre le mal, a créé une équipe composée de Flute Cop, un ami d'enfance, qui devient Dinosaur Cop par la suite, à cause d'une exposition à du sang de dinosaure. Son équipe est aussi composée de ces membres, parfois éphémères : Ralph Wrinkles, Sockarang, Leaf Man, Baby Man, The Wrestler, Uni-Man, Uni-Baby, Wexter, Presty, Best Fairy Ever, Bat Warthog Man, Army Chihuahua, Gray Diamond, Liborg, Water Queen, et d'autres.